# Giovanna Chagas
Giovanna Baliana das Chagas est une ancienne joueuse brésilienne de volley-ball née le 26 juillet 1980 à Uberaba. Elle mesure 1,86 m et jouait au poste de centrale. 

## Clubs
| Club                         | De        | À         |
| ---------------------------- | --------- | --------- |
| Univerdade de Guarulhos      | 1998-1999 | 1998-1999 |
| Clube de Regatas do Flamengo | 2000-2001 | 2000-2001 |
| Automóvel Clube de Campos    | 2001-2002 | 2003-2004 |
| Oi Campos                    | 2004-2005 | 2004-2005 |
| Macaé Sports                 | 2005-2006 | 2005-2006 |
| Chieri Volley                | 2006-2007 | 2008-2009 |
| Praia Clube                  | 2009-2010 | 2009-2010 |
| Macaé Sports                 | 2010-2011 | 2010-2011 |
| Praia Clube                  | 2011-2012 | 2011-2012 |
| São Bernardo                 | 2012-2013 | 2013-2014 |

## Palmarès
- Championnat du Brésil
  - Vainqueur : 2001.